# Al-Dschazir
Al-Dschazir (auch Al-Jazir und Al-Jazer) ist ein Dorf mit ca. 1000 Einwohnern im Sultanat Oman. Al-Dschazir liegt nahe der Küste zum Indischen Ozean an der Route 41. Al-Dschazir ist administrativ auch ein Wilaya des Gouvernements Al-Wusta.